# Tekovirimat
Tekovirimat, v Evropski uniji pod zaščitenim imenom Tecovirimat Siga (Tpoxx v ZDA), je protivirusna učinkovina, ki deluje proti ortopoksvirusnim okužbam; zdravilo je med drugim odobreno za zdravljenje črnih in opičjih koz.
Deluje tako, da prepreči prenos virusa med celicami in s tem širjenje okužbe v tkivu. Gre za prvo odobreno zdravilo v svojem razredu.
Tekovirimat je izkazal učinkovitost v laboratorijskih preskusih; v živalskih modelih se je pokazal učinkovit pri preprečevanju opičjih koz in kunčjih koz. Pri uporabi na ljudeh ni prišlo do hudih neželenih učinkov.
V Evropski uniji je bilo zdravilo odobreno januarja 2022.
Ameriške oblasti so si naredile zalogo dveh milijonov odmerkov zdravila, za primer terorističnega napada z ortopoksvirusnim povzročiteljem.

## Klinična uporaba
Tekovirimat je odobren za zdravljenje odraslih bolnikov in otrok s telesno maso vsaj 13 kg z naslednjimi ortopoksvirusnimi okužbami:
- črne koze,
- opičje koze,
- kravje koze.

Odobren je tudi za zdravljenje zapletov zaradi razmnoževanja virusa vakcinije po cepljenju proti črnim kozam.
Črne koze so sicer izkoreninjena bolezen in od leta 1978 ni bilo nobenega zaznanega primera okužbe, vendar obstaja nevarnost za uporabo virusa črnih koz za bioteroristične namene.

## Mehanizem delovanja
Tekovirimat zavira beljakovino p37, ki je prisotna pri v virusni ovojnici vseh ortopoksvirusih in je visoko ohranjena (okoli 98-odstotno ujemanje aminokislin pri različnih otropoksvirusih). Tekovirimat zavira interakcijo beljakovine p37 s celično GTP-azo Rab9 in TIP47, kar preprečuje nastanek virionov v ovojnicah, sposobnih ločitve, kar je potrebno za širjenje virusa med celicami in na dolge razdalje. S tem se zavre virulentnost virusa.

## Varnost
Tekovirimat se je pri uporabi na ljudeh pokazal za varnega in ni prišlo do hudih neželenih učinkov. Najpogosteje poročana neželena učinka zdravila sta bila glavobol (pojavil se je pri 12,3 % oseb, ki so prejeli zdravilo) in slabost (pri 4,5 % oseb).